# Милтаун (Њу Џерзи)
Милтаун (енгл. Milltown) град је у америчкој савезној држави Њу Џерзи.

## Демографија
По попису из 2010. године број становника је 6.893, што је 107 (-1,5%) становника мање него 2000. године.
| Група             | 2000.         | 2010.         |
| Белци             | 6.407 (91,5%) | 6.074 (88,1%) |
| Афроамериканци    | 53 (0,8%)     | 85 (1,2%)     |
| Азијати           | 215 (3,1%)    | 232 (3,4%)    |
| Хиспаноамериканци | 261 (3,7%)    | 445 (6,5%)    |
| Укупно            | 7.000         | 6.893         |